# Roodsnavelkeerkringvogel
De roodsnavelkeerkringvogel (Phaethon aethereus) is een zeevogel uit de familie van de keerkringvogels (Phaethontidae). De wetenschappelijke naam van de soort werd in 1758 gepubliceerd door Carl Linnaeus.

## Veldkenmerken
De volwassen vogels zijn vrijwel volledig wit. Ze hebben een spanwijdte van ongeveer een meter en een rode snavel. Het verenkleed is bij beide geslachten gelijk. De lichaamslengte bedraagt 91 tot 107 cm (inclusief verlengde staartveren van 46 tot 56 cm lengte), het gewicht is gemiddeld 700 gram en de spanwijdte is 99 tot 106 cm.

## Leefwijze
Deze trekvogel is geen geweldige zwemmer en zit ook niet graag op het water, maar vliegen kan het dier des te beter. Hij is vaak boven open zee te vinden, soms honderden kilometers van land. Zijn voedsel bestaat uit vliegende vissen en pijlinktvissen, die hij vangt door stootduiken van aanzienlijke hoogte uit te voeren.

## Verspreiding
De soort komt voor boven de tropische oceanen en broedt op eilanden in de tropen. Een kolonie bevindt zich op Saba. Op het bewuste eiland wordt de soort bedreigd door katten en ratten. Buiten het broedseizoen heeft de vogel een uitgestrekt leefgebied en individuen kunnen ver afdwalen. Zo zijn er waarnemingen bekend uit Groot-Brittannië en Nova Scotia. Ook in Suriname is het een dwaalgast.
Er worden drie ondersoorten onderscheiden:
- P. a. aethereus: de zuidelijk Atlantische Oceaan
- P. a. mesonauta: de oostelijke Grote Oceaan, Caraïbische Zee en de oostelijke Atlantische Oceaan
- P. a. indicus: Rode Zee, Golf van Aden en de Perzische Golf

## Status
De grootte van de populatie is in 2019 geschat op 16-30 duizend volwassen vogels. Op de Rode lijst van de IUCN heeft deze soort de status niet bedreigd.

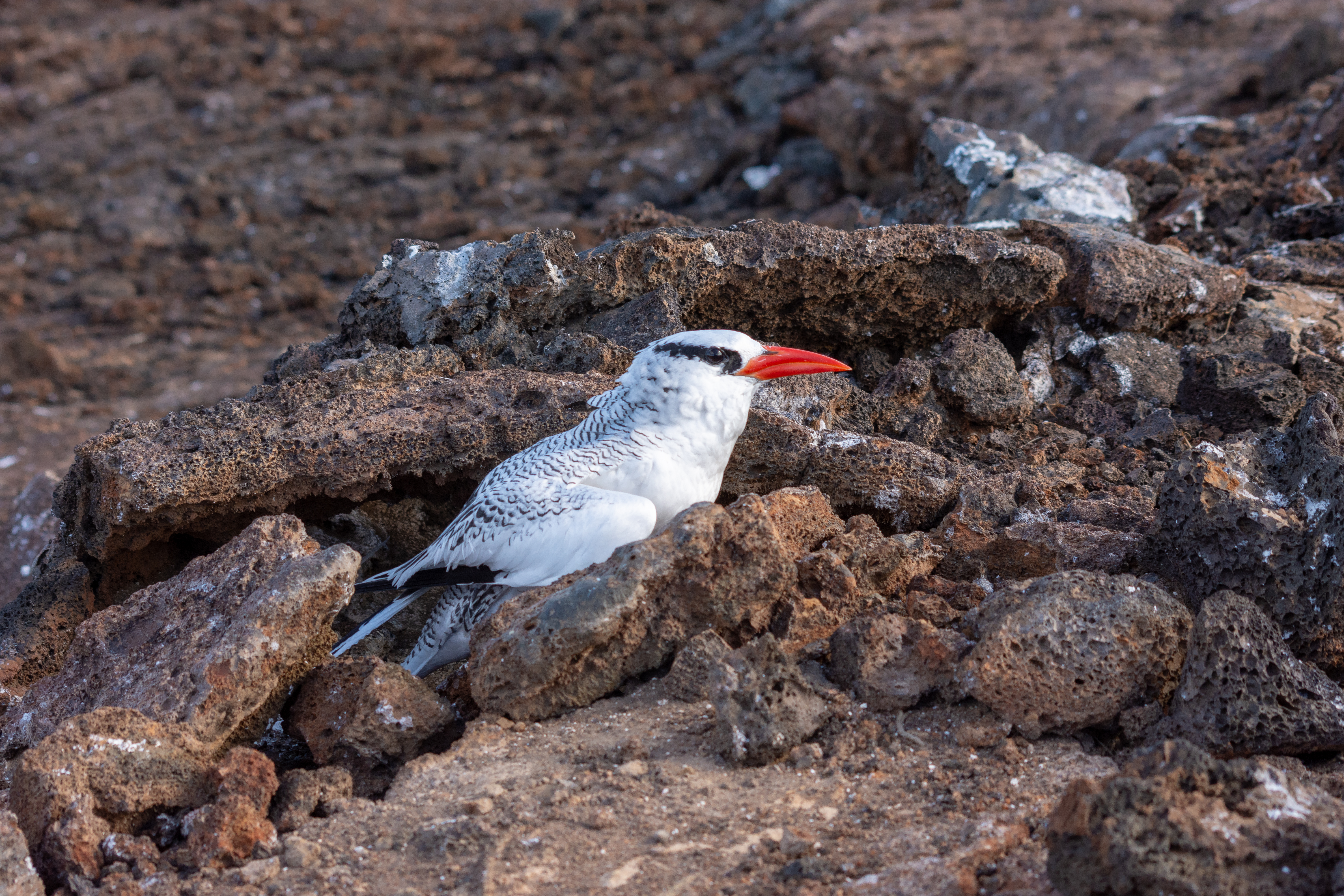